# Weezer (The Black Album)
Weezer, noto anche come The Black Album, è il tredicesimo album in studio e il sesto album omonimo del gruppo rock statunitense Weezer. Prodotto da Dave Sitek, l'album è stato pubblicato il 1º marzo 2019 dalle etichette Crush Music e Atlantic Records.
Il frontman degli Weezer Rivers Cuomo ha inizialmente accennato all'album ad aprile 2016, poco dopo la pubblicazionedecimo album Weezer (The White Album): «Cosa potrebbe risaltare di più contro White rispetto a Black? Penso che forse sarà come se i Beach Boys fossero diventati cattivi, sto pensando di imprecare, cosa che non ho mai fatto nelle canzoni».
Durante la promozione dell'undicesimo album della band Pacific Daydream nell'agosto 2017, Cuomo ha dichiarato: «Il piano originale era il Black Album, ma Pacific Daydream si è davvero unito. Il Black Album è praticamente pronto, sta arrivando».
Cuomo ha detto per la prima volta alla stazione radio australiana Double J nel febbraio 2018 che l'album sarebbe stato pubblicato il 25 maggio e in seguito suggerendo date come il 1º giugno e il 12 giugno sul suo account Twitter. L'11 ottobre è stato pubblicato il primo singolo estratto dall'album, Can't Knock the Hustle. Una seconda canzone, Zombie Bastards, è stata pubblicata il 21 novembre, insieme a cover art e una data di uscita per l'album, fissata al 1º marzo 2019. Altri due singoli, High as a Kite e Living in L.A., sono stati pubblicati il 21 febbraio 2019.
Il giorno precedente l'uscita, l'intero album è stato reso disponibile nel videogioco Fortnite.
Il video di High as a Kite è un omaggio allo show televisivo Americano  Mister Roger's Neighborhood.

## Tracce
1. Can't Knock the Hustle – 3:41
2. Zombie Bastards – 4:11
3. High as a Kite – 3:48
4. Living in L.A – 3:38
5. Piece of Cake – 3:17
6. I'm Just Being Honest – 3:57
7. Too Many Thoughts In My Head – 4:03
8. The Prince Who Wanted Everything – 3:23
9. Byzantine – 4:09
10. California Snow – 3:32

## Classifiche
| Classifica (2019)         | Posizione massima |
| ------------------------- | ----------------- |
| Canada                    | 56                |
| Germania                  | 96                |
| Regno Unito               | 73                |
| Stati Uniti               | 19                |
| Stati Uniti (alternative) | 2                 |
| Stati Uniti (rock)        | 4                 |
| Svizzera                  | 82                |